# Hrvati u Crnoj Gori
Hrvati u Crnoj Gori žive većinom u Boki kotorskoj, zaljevu u Crnoj Gori, gdje u nekoliko općina čine manjinu. U tri općine u Boki kotorskoj (Tivat, Kotor i Herceg Novi) 2011. je živjelo 4.519 Hrvata, odnosno 6,70% stanovništva tih triju općina. Ukupno je u cijeloj Crnoj Gori 2011. živjelo 6,021  Hrvata.
Poznati su i kao Bokelji, što je ujedno i zajednički naziv za sve stanovnike Boke kotorske. Tivat je dom manjinske političke stranke Hrvatska građanska inicijativa i Nacionalnog vijeća Hrvata u Crnoj Gori. U Kotoru je sjedište Hrvatskog građanskog društva Crne Gore.

## Religija
Mnogi Hrvati u Crnoj gori sljedbenici su Rimokatoličke crkve. Kotorska biskupija dio je Splitsko-makarske nadbiskupije u Hrvatskoj i njezini su vjernici uglavnom Hrvati u Boki.
Najpoznatije bogomolje su:
- Gospa od Škrpjela
- Kotorska katedrala (Sveti Tripun)

## Demografija
Iako su Hrvati nekad bili apsolutna većina u nekim naseljima, pa i u cijeloj općini Tivat, s vremenom su ti postoci sve manji, pa tako na popisu 2011. nije zabilježeno nijedno naselje s nadpolovičnom hrvatskom većinom, a u samo 2 naselja su Hrvati još uvijek relativna većina: u Bogdašićima i Donjoj Lastvi. 
Naselja u Crnoj Gori sa značajnom hrvatskom manjinom (10% ili više), po popisu iz 2011., su:
- Bogdašići (27 ili 47,37%)
- Donja Lastva (315 ili 41,94%)
- Lepetani (53 ili 28,80%)
- Krašići (27 ili 20,77%)
- Muo (115 ili 18,58%)
- Bogišići (33 ili 17,93%)
- Tivat (1.622 ili 17,31%)
- Donji Stoliv (58 ili 16,67%)
- Prčanj (170 ili 15,04%)
- Kavač (93 ili 13,86%)
- Kotor (113 ili 11,76%)
- Škaljari (415 ili 10,90%)

| Popisna godina | Popisna godina | Popisna godina |
| Općina         | Broj Hrvata    | Postotak       |
| -------------- | -------------- | -------------- |
| 1961. godine   |                |                |
| Herceg Novi    | 1.544          | 10,18%         |
| Kotor          | 3.483          | 20,92%         |
| Tivat          | 3.423          | 57,29%         |
| 1971. godine   |                |                |
| Herceg Novi    | 1.195          | 6,5%           |
| Kotor          | 2.612          | 13,8%          |
| Tivat          | 3.375          | 48,73%         |
| 1981. godine   |                |                |
| Herceg Novi    | 702            | 3,01%          |
| Kotor          | 1,644          | 8,03%          |
| Tivat          | 2.876          | 30,87%         |
| 1991. godine   |                |                |
| Herceg Novi    | 630            | 2,28%          |
| Kotor          | 1.617          | 7,2%           |
| Tivat          | 2.663          | 23,35%         |
| 2003. godine   |                |                |
| Herceg Novi    | 831            | 2,45%          |
| Kotor          | 1.842          | 7,84%          |
| Tivat          | 2.761          | 19,73%         |
| 2011. godine   |                |                |
| Herceg Novi    | 662            | 2,14%          |
| Kotor          | 1.553          | 7,84%          |
| Tivat          | 2.304          | 16,42%         |

## Hrvatsko građansko društvo Crne Gore
Hrvatsko građansko društvo Crne Gore – Kotor je organizacija hrvatske zajednice u Crnoj Gori. Njihovo sjedište nalazi se u primorskom gradu Kotoru.

## Znamenite osobe
- Luka Brajnović, sveučilišni profesor i novinar
- Tihomil Beritić, liječnik
- Ivan Brkanović, književnik
- Rudolf Đunio, admiral BM i poduzetnik
- blaženi Gracija Kotorski, augustinac
- Miro Glavurtić,slikar, pjesnik
- Leopold Mandić, katolički svetac
- Vjenceslav Čižek, pjesnik
- Ivan Kamenarović, kap. i prosvjetitelj
- Tripo Kokolja, slikar
- Miloš Milošević, admiral BM
- Božo Nikolić, kap. i političar
- Antun Luković, brodovlasnik
- Josip Pečarić, matematičar
- Rade Perković, redatelj
- Franjo Kunčer, motosport
- Andrija Maurović, autor stripa
- Karlo Radoničić, liječnik, rektor
- Marija Vučinović, političarka
- Viktor Vida, književnik
- Mirko Vičević, sportaš
- Ivan Visin, pomorac
- Vicko Zmajević, nadbiskup, mecena
- Branko Sbutega, svećenik i književnik
- Milan Sijerković, meteorolog